# Windenergie in Oberösterreich
Dieser Artikel bietet einen Überblick über den Ausbau der Windenergie und die installierten Windkraftanlagen im Bundesland Oberösterreich.

Nach sechs Jahren Pause ging im Oktober 2022 im Windpark bei Munderfing in Oberösterreich wieder ein neues Windrad in Betrieb.
Damit waren Ende 2022 in Oberösterreich 31 Windenergieanlagen mit einer Gesamtleistung von 50,27 MW in Betrieb. Dies blieb seitdem unverändert, nicht nur bis Ende 2023, sondern auch bis Ende 2024. Ende 2024 gab es in ganz Österreich 1451 Anlagen mit einer gesamten Leistung von 4028 MW, d. h. 2,1 % der Anlagen und 1,2 % der Leistung Österreichs befanden sich in Oberösterreich. Für eine Übersicht über die Verteilung der Windkraft in Österreich siehe den entsprechenden Abschnitt im Artikel Windenergie.

## Ausbau und Rahmenbedingungen der Windenergie in Oberösterreich
In Oberösterreich gingen 1996 zwei der ersten größeren Anlagen Österreichs in Betrieb, seinerzeit war das Land technologisch führend. In den späteren 2000er Jahren wurden keine weiteren Windkraftwerke mehr errichtet, und das Bundesland befindet sich inzwischen im unteren Mittelfeld des Ausbaues. Erst 2014 gingen wieder fünf Anlagen ans Netz.

Es gibt (Stand Anfang 2016) 11 Windparks und einzelstehende größere Windräder, mit zusammen 28 Anlagen. Sie haben eine Gesamt-Nennleistung von um die gut 40 MW und einer jährlichen Stromerzeugung von etwa 72 Gigawattstunden in Betrieb, was etwa einem kleineren Flusskraftwerk wie an Enns oder Traun oder einem der großen ostösterreichischen Windparks entspricht.
Das realisierbare Potential beträgt für Oberösterreich über die ganze Landesfläche nur etwa 10 % dessen des Burgenlandes, sodass Windkraft hier insgesamt eine vergleichsweise geringe Rolle spielt. Die jährliche mittlere Windgeschwindigkeit beträgt in den ausgesetzteren Hügellagen nur 5–6 m/s, nur vereinzelt in den Gipfellagen von Hausruck und Böhmerwald 6–7 m/s (wie im Raum zwischen Neusiedlersee und Weinviertel flächendeckend), also an der Grenze der Wirtschaftlichkeit.
Eine Besonderheit in Oberösterreich sind die Wald-Windkraftwerke, die auf relativ hohen Türmen mitten im Wald an mittelgebirgigen Graten stehen, und einen vergleichsweise geringen Landschaftsverbrauch haben, so der 100-m-Turm am Steiglberg im Kobernaußerwald, die 105-m-Anlagen Sternwald im Mühlviertel, und die 5 140-m-Türme bei Munderfing im Kobernaußerwald. Auch etliche geplante Standorte befinden sich im kollinen und montanen Nutzwald.
Ebenenlagen wie in Ostösterreich werden kaum genutzt. Die alpineren Berggebiete sind in Oberösterreich Sperrzone – anders als etwa in der Steiermark, wo es umgekehrt ist.

### Windmasterplan Oberösterreich
2011 wurde von der Oberösterreichischen Landesregierung der Windmasterplan OÖ beschlossen, er trat per am 27. Juni 2011 in Kraft. Eine Arbeitsgruppe Windenergie unter der Leitung der Energiewirtschaftlichen Planung in der Abteilung Umweltschutz ermittelte alle aussichtsreichen und indiskutablen Standorte. Mitberücksichtigt wurde dabei Studie Windanalyse OÖ der Energie AG, die vom Land gefördert worden war. Für die weitere Standortplanung wurden Vorrangzonen und Ausschlusszonen definiert:
- Vorrangzonenstandorträume sind Gebiete „die eine für die Windkraftnutzung wirtschaftlich nutzbare Energiedichte aufweisen, gleichzeitig den ökologisch erforderlichen Rahmenbedingungen entsprechen und das Landschaftsbild mit überregionaler Bedeutung berücksichtigen“[11]
- Ausschlusszonen umfassen beispielsweise die wichtigen Natur-, Umwelt- und Landschaftsschutzgebiete und -zonen, wie Nationalpark, UNESCO-Welterbe, Gewässerufer, Vogelzug- und Wildtierkorridore, einschließlich aller Lagen über einer Seehöhe von 1.600 m (damit sind etwa der gesamte innere Alpenraum, Böhmerwald und Freiwald/Weinsbergerwald vollständig erfasst), aber auch zahlreiche Kernsiedlungsräume (insbesondere im Linz–Welser Zentralraum durch die Flugplätze)[12]

Einige Gebiete in konkreterer Planung verblieben als potentielle Standorträume, in denen eine Einzelfallentscheidung ansteht. Sonst wurde nahegelegt, vorhandene Standorte weiter auszubauen und, „um eine Kumulierungswirkung gering zu halten und eine zu starke Belastung einzelner Landschaftsräume zu vermeiden“, Mindestabstände von 10 Kilometer zwischen Windparks einzuhalten.
Der Windkraft-Masterplan aus 2011 wurde 2017 überarbeitet und weist seitdem nur mehr Ausschlusszonen und keine Vorrangzonen mehr aus.

## Standorte

### Übersicht
| Name                            | Baujahr             | Gesamt- leistung (MW) | Anzahl | Typ (WKA)                                                      | Ort            | Bezirk | Koordinaten                      | Projektierer / Betreiber                                                                                | Bemerkungen                                                                                  |
| ------------------------------- | ------------------- | --------------------- | ------ | -------------------------------------------------------------- | -------------- | ------ | -------------------------------- | --- | -------------------------------------------------------------------------------------------- |
| Windkraftanlagen Eberschwang    | 1996                | 1,0                   | 2      | Enercon E-40/5.40 (2×)                                         | Walling        | RI     | 48° 8′ 41,1″ N, 13° 31′ 8,6″ O   | Windkraft Innviertel                                                                                    | erster größerer Windkraftstandort Österreichs                                                |
| Windkraftanlagen Schenkenfelden | 1998                | 1,2                   | 2      | NEG Micon NM48/600 (2×)                                        | Schenkenfelden | UU     | 48° 30′ 36″ N, 14° 21′ 0,4″ O    | Future Energy                                                                                           |                                                                                              |
| Windkraftanlage Schernham       | 2002–2003           | 1,8                   | 1      | Enercon E-66/18.70 (1×)                                        | Schernham      | RI     | 48° 10′ 44,8″ N, 13° 36′ 30,9″ O | Windkraft Innviertel                                                                                    | errichtet auf dem Gelände eines Kieswerkes                                                   |
| Windkraftanlagen Spörbichl      | 1999                | 1,32                  | 2      | Vestas V47-660kW (2×)                                          | Spörbichl      | FR     | 48° 33′ 7″ N, 14° 36′ 0,3″ O     | Neue Energie                                                                                            |                                                                                              |
| Windkraftanlage Steiglberg      | 2002                | 2,0                   | 1      | Vestas V80-2MW (1×)                                            | Stelzen        | RI     | 48° 5′ 44,9″ N, 13° 21′ 22″ O    | Kobernaußerwald Energie                                                                                 | errichtet an der Kobernaußer Straße                                                          |
| Windkraftanlagen Steindlberg    | 2001                | 1,32                  | 2      | Vestas V47-660kW (2×)                                          | Rödham         | SD     | 48° 19′ 20″ N, 13° 39′ 57,2″ O   | ENERGIE von A bis Z                                                                                     |                                                                                              |
| Windpark Laussa                 | 1996                | 1,8                   | 3      | Tacke TW 600 (3×)                                              | Plattenberg    | SE     | 47° 57′ 6,6″ N, 14° 29′ 31,5″ O  | Energie AG                                                                                              | war bei der Errichtung der größte Windpark Österreichs und der höchstgelegene Europas        |
| Windpark Munderfing             | 2013–2014 2022      | 18,6                  | 6      | Vestas V112-3.0MW (5×) Vestas V136-3.6MW (1×)                  | Munderfing     | BR     | 48° 3′ 16,5″ N, 13° 14′ 29,2″ O  | EWS Consulting GmbH / Windpark Munderfing GmbH (Gemeinde Munderfing, Energie AG, Energiewerkstatt GmbH) | errichtet im Kobernaußerwald, erster Windpark in mehrheitlichem Gemeindebesitz in Österreich |
| Windpark Oberrödham             | 1997                | 1,98                  | 3      | Vestas V47-660kW (3×)                                          | Oberrödham     | SD     | 48° 19′ 45,3″ N, 13° 39′ 42,2″ O | Energie AG                                                                                              |                                                                                              |
| Windpark Sternwald              | 2003 2005 2015–2016 | 20,0                  | 9      | Vestas V80-2MW (1×) Vestas V90-2MW (6×) Vestas V112-3.0MW (2×) | Sternwald      | UU     | 48° 34′ 52,8″ N, 14° 13′ 25,8″ O | WEB Windenergie, STERNWIND                                                                              | errichtet unmittelbar an der tschechischen Grenze, Erweiterung im Bau                        |

### Planungszonen Windenergie
Die 27 Vorrangzonen- und 4 potentiellen Standorträume des Windmasterplans OÖ sind:
| VZ … Vorrangzonenstandortraum, pS … potentieller Standortraum laut Windmasterplan Geb. … Gebiet: Raumeinheit nach NaLa Gem. … Standortgemeinden | A. … installierte Einzelanlagen; geklammert: in Bau MW … installierte Gesamt-Nennleistung in MW; geklammert: in Bau seit … Gebiet erschlossen seit |

Stand: 10/2013
|    | Zone                          | Geb.                                                | Gem.                                                                                      | A. | MW   | seit      |
| -- | ----------------------------- | --------------------------------------------------- | ----------------------------------------------------------------------------------------- | -- | ---- | --------- |
| VZ | Auwald                        | Mondseer Flyschberge                                | Nußdorf a. A., Oberwang, Straß i. A. ⊙                                                    | –  | –    |           |
| VZ | Eckelsberg                    | Almtaler und Kirchdorfer Flyschberge                | Grünburg, Nußbach ⊙                                                                       | –  | –    |           |
| VZ | Eibling                       | Enns- und Steyrtaler Voralpen                       | Molln ⊙                                                                                   | –  | –    |           |
| VZ | Großtraberg                   | Südliche Böhmerwaldausläufer                        | Bad Leonfelden, Vorderweißenbach ⊙                                                        | –  | –    |           |
| VZ | Hausruckwald Nord             | Hausruck und Kobernaußer Wald                       | Eberschwang, Pramet ⊙                                                                     | 2  | 1,0  | Jan. 1996 |
| VZ | Hausruckwald Süd              | Hausruck und Kobernaußer Wald                       | Ampflwang i. H. ⊙                                                                         | –  | –    | [ 23 ]    |
| VZ | Hirschbach im Mühlkreis       | Leonfeldner Hochland                                | Schenkenfelden ⊙                                                                          | –  | –    |           |
| VZ | Hirschwaldstein               | Enns- und Steyrtaler Voralpen                       | Grünburg, Micheldorf i.Oö. ⊙                                                              | –  | –    |           |
| VZ | Hochsalm                      | Salzkammergut-Voralpen                              | Grünau i. A., Micheldorf i.Oö., Scharnstein, Steinbach a. Z. ⊙                            | –  | –    |           |
| VZ | Hongar                        | Traun- und Atterseer Flyschberge                    | Altmünster, Aurach a.H., Pinsdorf, Regau ⊙                                                | –  | –    |           |
| VZ | Kobernaußerwald Nord          | Hausruck und Kobernaußer Wald                       | Lohnsburg a.K., Waldzell ⊙                                                                | 1  | 2,0  | 2002      |
| VZ | Kobernaußerwald Süd           | Hausruck und Kobernaußer Wald                       | Pöndorf ⊙                                                                                 | –  | –    |           |
| VZ | Kobernaußerwald West          | Hausruck und Kobernaußer Wald                       | Lengau, Munderfing ⊙                                                                      | 6  | 18,0 | Okt. 2014 |
| VZ | Kronstorf West                | Unteres Enns- und Steyrtal                          | Hargelsberg, Kronstorf ⊙                                                                  | –  | –    |           |
| VZ | Laussa                        | Enns- und Steyrtaler Flyschberge                    | Garsten, Großraming, Laussa, Maria Neustift, St. Ulrich b.St. ⊙                           | 3  | 1,8  | Okt. 1996 |
| VZ | Ottenschlag im Mühlkreis Nord | Leonfeldner Hochland / Zentralmühlviertler Hochland | Ottenschlag i.Mkr. ⊙                                                                      | –  | –    |           |
| VZ | Ranna                         | Südliche Böhmerwaldausläufer                        | Pfarrkirchen i.Mkr. ⊙                                                                     | –  | –    |           |
| VZ | St. Roman                     | Sauwald                                             | Kopfing i.I., St. Roman ⊙                                                                 | –  | –    |           |
| VZ | Saurüssel                     | Mondseer Flyschberge                                | Oberwang, St. Georgen i. A., Straß i. A., Tiefgraben, Weißenkirchen i. A., Zell am Moos ⊙ | –  | –    | [ 24 ]    |
| VZ | Sauwald                       | Sauwald                                             | Engelhartszell a. d. D., Vichtenstein ⊙                                                   | –  | –    |           |
| VZ | Schachawald                   | Inn- und Hausruckviertler Hügelland                 | Moosbach ⊙                                                                                | –  | –    | [ 25 ]    |
| VZ | Schalchen                     | Inn- und Hausruckviertler Hügelland                 | Altheim, Treubach ⊙                                                                       | –  | –    |           |
| VZ | Schneeberg                    | Enns- und Steyrtaler Voralpen                       | Losenstein, Molln, Reichraming, Ternberg ⊙                                                | –  | –    | [ 26 ]    |
| VZ | Sternwald Ost                 | Böhmerwald                                          | Vorderweißenbach ⊙                                                                        | –  | –    |           |
| VZ | Sternwald Nord                | Böhmerwald                                          | Schönegg, Vorderweißenbach ⊙                                                              | 7  | 14,0 | Aug. 2003 |
| VZ | Siebererwald                  | Hausruck und Kobernaußer Wald                       | Pfaffing ⊙                                                                                | –  | –    |           |
| VZ | Ternberg West                 | Enns- und Steyrtaler Voralpen                       | Steinbach a.d.St., Ternberg ⊙                                                             | –  | –    |           |
| pS | Eiskogel Ost                  | Almtaler und Kirchdorfer Flyschberge                | Inzersdorf i.Kr., Pettenbach, Steinbach a. Z. ⊙                                           | –  | –    | [ 27 ]    |
| pS | Eiskogel West                 | Almtaler und Kirchdorfer Flyschberge                | Pettenbach, Steinbach a. Z. ⊙                                                             | –  | –    | [ 27 ]    |
| pS | Reichraming Süd               | Enns- und Steyrtaler Voralpen                       | Großraming, Reichraming ⊙                                                                 | –  | –    | [ 28 ]    |
| pS | Stubau–Feichteck              | Enns- und Steyrtaler Voralpen                       | Gaflenz, Großraming, Maria Neustift, Weyer                                                | –  | –    |           |

1. ↑  Schneeberg und Sonnkogel/Hohe Dirn
2. ↑  Fahrenberg und Mittereck

### Geplante und verworfene Standorte
- Windpark Silventus: 13 2 MW-Anlagen zwischen Pöndorf, Lohnsburg und St. Johann am Walde; Betreiber: Energiewerkstatt Munderfing, Bundesforste (2011 nicht genehmigungsfähig)[29]

## Historisches
Vor, im und/oder nach dem 2. Weltkrieg (Oberösterreich südlich der Donau war von US-Amerikanern besetzt, vgl. auch Marshallplan 1948–1952) wurden zumindest im flachen Alpenvorland Western-Windräder aufgestellt. Einige der vielflügeligen, langsam laufenden Räder auf einfach besteigbaren Gittermasten aus Stahlprofil drehten sich um 1965/1970 noch. Eine Kurbel an der Radachse trieb über eine Zugstange eine Rohrpumpe an, die in frostsicherer Tiefe im Brunnenschacht bis zum Grundwasser reichte. Außer Funktion erhalten ist ein Exemplar bei einem Bauernhof in Unterroithen als Wahrzeichen von Edt bei Lambach, dargestellt im Wappen.